# Juan Iriarte (activista)
Juan Iriarte es un activista venezolano que se ha desempeñado como coordinador del partido político Vente Venezuela en Maiquetía, en el estado la Guaira. Iriarte fue detenido el 15 de junio de 2024 por funcionarios de seguridad y posteriormente acusado de los delitos de «incitación al odio» y «asociación para delinquir» después de participar en una marcha de Vente Venezuela en Maiquetía.
Amnistía Internacional declaró que «las denuncias de las detenciones de Gabriel González, Javier Cisneros (liberado), Jeancarlos Rivas, Luis López y Juan Iriarte son consistentes con la política de represión que hemos denunciado desde hace años y nuevamente exigimos su cese inmediato»

## Detención
Juan Iriarte se ha desempeñado como coordinador del partido político Vente Venezuela en Maiquetía, en el estado la Guaira. En la madrugada del 15 de junio de 2024, aproximadamente a las 2:00 a. m. (HLV), fue detenido en su casa por funcionarios de seguridad. Iriarte fue presentado ante Tribunal Segundo de Control con competencia en Terrorismo en la noche, siendo acusado de los delitos de «incitación al odio» y «asociación para delinquir», junto con los periodistas Luis López, Gabriel González, el activista juvenil del partido Voluntad Popular, y Jeancarlos Rivas,por participar en una marcha de Vente Venezuela en Maiquetía hasta un comando de la Guardia Nacional, donde se movilizaron con el candidato presidencial Edmundo González. A Iriarte, López y Rivas se les impuso una defensa pública, a pesar de contar con abogados privados para el juicio.
Al día siguiente, la esposa de Juan denunció que desconocía su paradero. Declaró que al preguntar ante instancias del Servicio Bolivariano de Inteligencia (SEBIN) en Caracas, agentes le respondieron que no tenían la obligación de darle información sobre su esposo.
Entre el 5 de marzo de 2024 y su detención, diez integrantes de Vente Venezuela habían sido detenidos y Juan era el tercer dirigente del partido encarcelado en el estado.

## Reacciones
El candidato presidencial Edmundo González y María Corina Machado, lideresa de Vente Venezuela, rechazaron las detenciones y exigieron la liberación de los dirigentes.César Pérez Vivas, ex precandidato presidencial por el partido COPEI, expresó sobre los arrestos que «Es un acto arbitrario que viola los principios democráticos».
Amnistía Internacional declaró que «las denuncias de las detenciones de Gabriel González, Javier Cisneros (liberado), Jeancarlos Rivas, Luis López y Juan Iriarte son consistentes con la política de represión que hemos denunciado desde hace años y nuevamente exigimos su cese inmediato». El subsecretario de Estado para el Hemisferio Occidental de Estados Unidos, Brian Nichols, expresó que «las últimas detenciones y el continuo acoso a miembros de la oposición democrática de Venezuela son hechos muy preocupantes en vísperas de las elecciones presidenciales del 28 de julio. Los candidatos y activistas venezolanos deben poder hacer campaña pacíficamente y sin intimidaciones».